# Justiciabilité
En procédure civile et en droit constitutionnel, la justiciabilité peut être définie comme l'ensemble des règles qui énoncent dans quelles circonstances un différend est justiciable, c'est-à-dire dans quelles circonstances un différend est susceptible de se transformer en litige et par le fait même de recevoir une solution juridique de la part des tribunaux. À l'inverse, la non-justiciabilité concerne les différends à l'égard desquels les tribunaux refusent de se prononcer parce qu'ils estiment ne pas disposer de la légitmité ou des attributions institutionnelles nécessaires. 

## Droit par pays

### Canada
Dans l'arrêt Dostie c. Procureur général du Canada, les juges Marie-France Bich, Patrick Healy et Stéphane Sansfaçon expliquent la notion de justiciabilité en droit canadien et québécois : « La sagesse et l’opportunité des politiques et décisions législatives, réglementaires ou gouvernementales n’appartiennent donc pas au domaine judiciaire : les sujets qui revêtent un caractère purement ou essentiellement politique ne sont pas justiciables, car ils soulèvent des questions qu’un tribunal n’est pas en mesure de résoudre en fonction du droit et en application de principes et de techniques juridiques. En répondant à ce genre de questions, les tribunaux outrepasseraient le rôle que leur confie la Constitution ».
Dans l'arrêt Operation Dismantle c. La Reine, la Cour suprême du Canada a rejeté la théorie américaine de la non-justiciabilité d'une question politique et a choisi de se prononcer sur une affaire où on alléguait une violation de la Charte canadienne des droits et libertés par l'exercice de la prérogative royale.
Les différends purement ecclésiastiques sont un exemple d'affaires que les tribunaux jugent non justiciables la plupart du temps, comme l'explique la Cour suprême dans l'arrêt Highwood Congregation of Jehovah’s Witnesses (Judicial Committee) c. Wall. Elle affirme dans cette décision que « le tribunal doit se demander s’il dispose des attributions institutionnelles et de la légitimité requises pour trancher l’affaire. Il arrive parfois que même les règles de procédure d’un groupe religieux impliquent l’interprétation d’une doctrine religieuse, comme c’est le cas en l’espèce. Les tribunaux n’ont ni la légitimité ni les attributions institutionnelles requises pour se saisir de questions litigieuses touchant la doctrine religieuse ».

### Israël
À partir des années 1990, la Cour suprême d'Israël dirigée par Aharon Barak a formulé la doctrine plutôt radicale que « tout est justiciable ».
Selon les auteurs Ariel L. Bendor et Zeev Segal, « il a fait la distinction entre les “normes de la justiciabilité”, qui sont absolues, et la “justiciabilité institutionnelle” , qui est partielle, quoique très large. 
La justiciabilité normative absolue signifie que la loi a, ou devrait avoir, son mot à dire sur toute action ou décision d'êtres humains, d'autorités gouvernementales ou privées de sociétés. En d'autres termes, tout acte humain est soit permis, soit interdit d'un point de vue juridique, et l'État l'autorise ou l'interdit. C'est ce que l'on entend par la déclaration de Barak selon laquelle “la loi remplit le monde entier”. La signification de "tout est justiciable" au sens normatif est que le droit en tant que système de normes, et pas nécessairement le tribunal en tant qu'institution, prend position ou est censé prendre position sur chaque action ou décision humaine. Cela fait que "tout est justiciable" est une conclusion logique plutôt qu'une façon de voir le monde ».

## Notions comparables à distinguer
En procédure civile, la recevabilité est l'ensemble des conditions que doit respecter une demande en justice afin qu'un tribunal soit régulièrement saisi, telles que la capacité d'ester en justice, l'absence de litispendance, l'intérêt à agir ou l'existence d'un fondement juridique.
En common law, la force exécutoire du contrat (anglais : enforceability) est l'ensemble des règles qui énoncent les circonstances dans lesquelles un tribunal peut accepter de donner effet à un contrat, lesquelles règles sont essentiellement centrées sur la notion de contrepartie.